# Basni Belima
Basni Belima (o Basni Bailima, Basni) è una suddivisione dell'India, classificata come census town, di 21.557 abitanti, situata nel distretto di Nagaur, nello stato federato del Rajasthan. In base al numero di abitanti la città rientra nella classe III (da 20.000 a 49.999 persone).

## Geografia fisica
La città è situata a 27° 10' 0 N e 73° 39' 0 E e ha un'altitudine di 290 m s.l.m..

## Società

### Evoluzione demografica
Al censimento del 2001 la popolazione di Basni Belima assommava a 21.557 persone, delle quali 10.751 maschi e 10.806 femmine. I bambini di età inferiore o uguale ai sei anni assommavano a 4.407, dei quali 2.316 maschi e 2.091 femmine. Infine, coloro che erano in grado di saper almeno leggere e scrivere erano 11.687, dei quali 7.336 maschi e 4.351 femmine.